# Скло Вуда

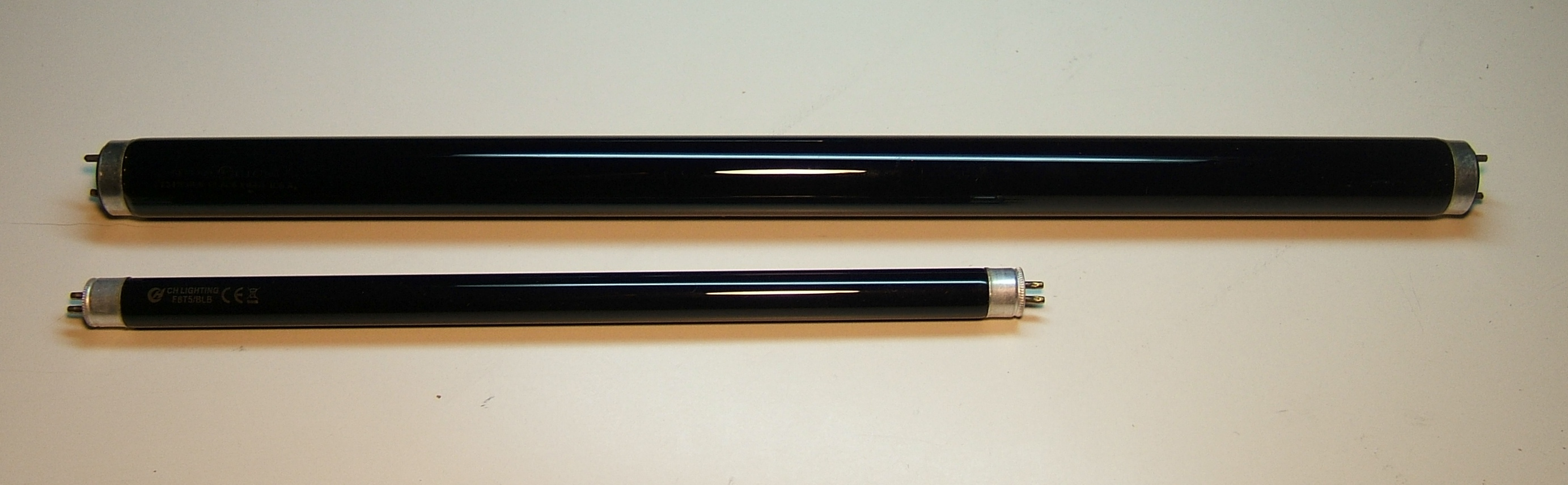
Дві ультрафіолетові люмінесцентні лампи «чорного світла». Скляні оболонки ілюструють темно-синій колір скла Вуда, хоча в цих сучасних лампах насправді використовується інший оптичний фільтруючий матеріал.

Скло Вуда — це скло для оптичних фільтрів, винайдене в 1903 році американським фізиком Робертом Вільямсом Вудом, яке пропускає ультрафіолетове та інфрачервоне світло, блокуючи більшість видимого світла.

## Історія
Скло Вуда було розроблено як світлофільтр, який використовувався в комунікації під час Першої світової війни. Приблизно у той же час аналогічне за властивостями скло було виготовлене в Британії. Скляний фільтр працював як в інфрачервоному денному зв'язку, так і в нічному зв'язку в ультрафіолетових променях, видаляючи видимі компоненти світлового променя, залишаючи в промені сигналу лише «невидиме випромінювання». Скло Вуда зазвичай використовувалося для формування оболонки для флуоресцентних ультрафіолетових ламп і ламп розжарювання  («чорне світло»). Останніми роками, через його недоліки, його значною мірою замінили інші фільтруючі матеріали.

## Склад
Скло Вуда - це спеціальне барієво-натрієво-силікатне скло, що містить близько 9% оксиду нікелю. Світлофільтр зі скла Вуда селективний для довжин хвиль в УФ-частині спектру від 320 нм до 400 нм з піком при 365 нм.

## Подальше читання
- Wood, R. W. (1919). Secret communications concerning light rays. Journal of Physiology. 5e (IX).
- Margarot, J.; Deveze, P. (1925). Aspect de quelques dermatoses lumiere ultraparaviolette. Note preliminaire. Bulletin de la Société des sciences médicales et biologiques de Montpellier (фр.). 6: 375—378.
- Williams, Robin, Prof.; Williams, Gigi. Prof. Robert Williams Wood. Pioneers of invisible radiation photography. Архів оригіналу за 7 квітня 2011.